# Ermächtigungsdelikt (Deutschland)
Ein Ermächtigungsdelikt ist im deutschen Strafrecht eine Tat, dessen Ermächtigung zur Strafverfolgung dem zuständigen, politischen Organ überantwortet wird. Ermächtigungsdelikte schränken ebenso wie Antrags- und Privatklagedelikte das Offizialprinzip ein, wonach die Strafverfolgung ex office – von Amts wegen – durch die Staatsanwaltschaft erfolgt. Die Ermächtigung erfolgt meist durch ein oberstes Staatsorgan des Bundes oder eines Landes.
Beispiele für Ermächtigungsdelikte sind die Vorbereitung einer schweren staatsgefährdenden Gewalttat (§ 89a StGB), die Verunglimpfung des Bundespräsidenten (§ 90 StGB), die Preisgabe von Staatsgeheimnissen (§ 97 StGB) und der Vertrauensbruch im auswärtigen Dienst (§ 353a StGB). Bei bestimmten Straftaten gegen ausländische Organe (etwa § 102 StGB) muss zusätzlich ein Strafverlangen des betroffenen Staates vorliegen, § 104a StGB.